# Knights of Columbus

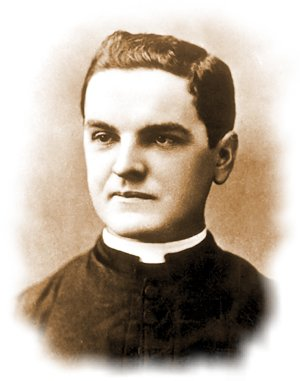
Retrat del pare Michael J. McGivney.

Els Cavallers de Colom són una societat fraternal benèfica catòlica masculina. Els principis de la societat són la caritat, la unitat, la fraternitat i el patriotisme. La societat s'ha distingit per desenvolupar i recolzar projectes orientats a l'enfortiment de la fe catòlica al món, donant suport a la tasca missionera del Sant Pare, els bisbes, sacerdots, religiosos i religioses.

## Història
Va ser fundada pel sacerdot irlandès, Pare Michael J. Mc Givney el 29 de març de 1882 a Connecticut, Estats Units.
Tot va començar el 2 d'octubre de 1881 en la parròquia de Santa María, en l'avinguda de Hillhouse de New Haven (Connecticut). El Pare Michael J. Mc Givney, de 29 anys llavors, va reunir a un petit grup d'homes per formar una societat per la defensa del seu país, les seves famílies i la seva fe. Aquests homes estaven units per l'ideal de Cristòfor Colom, que havia portat el cristianisme al Nou Món. La història dels Cavallers de Colom, el 29 de març de 1882, el poder legislatiu de l'estat de Connecticut va autoritzar la fundació dels Cavallers de Colón com una societat de beneficis fraternals. Encara que els primers consells es trobaven exclusivament en aquest estat, l'ordre es va propagar a Nova Anglaterra i en els següents anys a la resta dels Estats Units.
La motivació principal de la societat era ser una societat de benefici mutu. Com a rector en una comunitat d'immigrants, McGivney va veure el que podia passar-li a una família quan la sustentació de la família mor i va voler proveir un segur per cuidar a la vídua i als orfes deixats enrere. Ell mateix va viure aquesta situació quan va haver de deixar els seus estudis per fer-se càrrec de la família quan el seu pare va morir.
Al final del segle xix, els catòlics eren exclosos regularment dels sindicats i altres organitzacions que atorgaven serveis socials. A més, als catòlics se'ls prohibia l'ingrés a les més populars organitzacions fraternals, com era el cas de la maçoneria, fins i tot la pròpia església impedia l'unir-se'ls. McGivney va desitjar proveir una alternativa. També va pensar que el catolicisme i el fraternalisme no eren incompatibles i va voler fundar una societat que impulsés als homes a ser orgullosos de la seva herència catòlica-americana.
McGivney va viatjar a Boston per examinar la Catholic Order of Foresters i a Brooklyn per aprendre la recent creació del Catholic Benevolent League, ambdues oferien beneficis d'assegurances. Va trobar finalment una manca d'entusiasme que ell va pensar necessitar per competir amb les societats similars de l'època. Va expressar l'interès d'establir una New Haven Court of the Foresters, però l'encarregat dels Massachusetts Foresters ho va prevenir d'operar fora de Commonwealth. Els membres de la parròquia de St. Mary's (a la qual pertanyia McGivney) van fer una assemblea i van decidir formar un club que fos completament original.
McGivney inicialment va concebre el nom de "Fills de Colón" però James T. Mullen, que després seria el primer Cavaller Suprem, va suggerir que "Cavallers de Colón" seria millor per capturar la naturalesa ritual de la nova organització. L'Ordre va ser fundada 10 anys abans del 400 aniversari de l'arribada de Colón al Nou Món i en un moment de renovat i gran interès sobre la seva persona. Colón va ser un heroi per a molts catòlics nord-americans, i la seva designació com a patró va ser en part per fer fallida divisions entre els Catòlics irlandesos i els altres catòlics immigrants d'altres nacionalitats que vivien en Connecticut.
El Connecticut Catholic (de la Arquidiócesis de Hartford|) va publicar una editorial en 1878 que il·lustrava l'estima amb què els catòlics nord-americans miraven Colom. "Com a catòlics nord-americans no sabem a quins una altra persona li devem la nostra gratitud i commemoració sinó és a aquest home gran i noble - el piulo, (zealous), i devot catòlic, el navegant emprenedor, aquest mariner de cor gran i generós: Cristóbal Colón."

## Organització
La filiació està oberta a homes que siguin catòlics practicants i estiguin en comunió amb la Santa Seu.
S'organitza en més de 15,000 consells, amb 1.7 milions de membres, al llarg dels Estats Units, Canadà, Filipines, Mèxic, Polònia, República Dominicana, Puerto Rico, Panamà, Bahames, Illes Verges dels Estats Units, Guatemala, Guam i Saipán.
D'acord amb declaracions del coordinador polític dels Cavallers de Colón a Mèxic, José Antonio Fernández, "l'organització va arribar a un padró de 50 mil membres" en el 2007.
L'organització juvenil dels cavallers, Escuders de Colón, té prop de 5000 centres. Totes les cerimònies i reunions de la societat són solament per a membres; mentre que la resta d'esdeveniments reben públic en general. La reunions dels seus membres requereixen el compromís de confidencialitat.

### Consell Suprem
El Consell Suprem (Supreme Council en idioma anglès) és el cos governant de la societat i està compost per representants triats en cada jurisdicció. El Consell Suprem actua d'una manera similar a com actua una junta d'accionistes d'una societat, i cada any trien a set membres per a la junta Suprema de Directors (Supreme Board of Directors en anglès) per a un període de tres anys. Els vint-i-un membres de la junta trien, al seu torn, d'entre els seus propis integrants, als oficials operacionals de l'Ordre, incloent al Cavaller Suprem (Supreme Knight).
En l'actualitat (2009), el Cavaller Suprem és Carl A. Anderson.

## Activitat

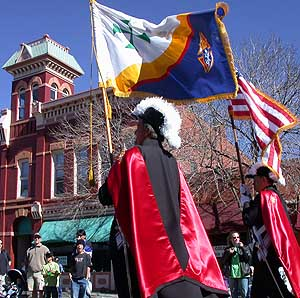
Cavallers de Colom marxant en la desfilada de Sant Patrici a Fort Collins, Colorado.

En 2005, any fraternal, la societat va donar 136 milions de dòlars a la caritat i va realitzar més de 63.2 milions d'hores/home de servei voluntari. Pel suport a l'Església i a les comunitats properes, i pels seus esforços filantròpics, l'ordre és reconeguda com "el fort braç dret de l'Església". La societat té un programa d'assegurances de vida per més de 60 mil milions de dòlars en pòlisses de vida a favor de les vídues i orfes dels seus membres, i té el nivell d'assegurament més alt segons A. m. Best, Standard and Poor's, i la Insurance Marketplace Standards Association.

## Graus i principis
La societat està dedicada als principis de caritat, unitat, fraternitat i patriotisme. Una cerimònia exemplificadora és la de Primer Grau, per la qual un home s'uneix a la societat, explica la virtut de la caritat. La persona passa a ser un Cavaller de Colón de Primer Grau i continuarà progressant i així passant pels diferents graus; cadascun d'aquests graus s'enfoca en una altra virtut, a més de pujar d'estatus. En arribar al Tercer Grau un cavaller és considerat com un membre íntegre. Els sacerdots no participen en els Graus com ho fan els laics, sinó que prenen el grau per observació.